# Poglavica
Poglavica, vođa u naroda s plemenskom organizacijom društva. Za razliku od vrača, duhovnog vođe, poglavica je svjetovni poglavar i predstavnik izvršne vlasti. Neka plemena nemaju poglavicu, a neka ga biraju samo za rata. U nekih je poglavica potomak osnivača plemena. Može biti najbogatiji stočar, najbolji ratnik ili govornik. Ti su kriteriji izraženi kod sjevernoameričkih domorodaca. On ima određene povlastice kojima ističe moć. To može biti kuća na najistaknutijem mjestu, pravo nošenja odjeće od lavljen ili leopardevog krzna, u Eskima vidrinog.

## Vanjske poveznice
- Poglavica – Hrvatska enciklopedija
- Poglavica – Proleksis enciklopedija